# Lesley Turner
Lesley Rosemary Turner Bowrey (Trangie, 16 agosto 1942) è un'ex tennista australiana.

## Biografia
Vinse due volte l'Open di Francia (singolare femminile) nel 1963 e nel 1965, mentre giunse in finale altre volte, due finali per lei anche all'Australian Open:
| Anno | Torneo              | Avversario in finale | Punteggio     |
| 1962 | Open di Francia     | Margaret Smith       | 6-3, 3-6, 7-5 |
| 1963 | Open di Francia (1) | Ann Haydon Jones     | 2-6, 6-3, 7-5 |
| 1964 | Australian Open     | Margaret Smith       | 6-3, 6-2      |
| 1965 | Open di Francia(2)  | Margaret Smith       | 6-3, 6-4      |
| 1967 | Open di Francia     | Françoise Dürr       | 4-6, 6-3, 6-4 |
| 1967 | Australian Open     | Nancy Richey         | 6-1, 6-4      |

Oltre ai due titoli in singolo vinse diversi titoli in doppio distinguendosi soprattutto nelle Internazionali d'Italia di tennis dove vinse tre competizioni, nel 1961 con Jan Lehane nel 1964 con  Margaret Court Smith e nel 1967 con la statunitense Rosemary Casals. Perse poi nel 1971 contro Helga Masthoff e Virginia Wade, nell'occasione faceva coppia con Helen Gourlay.
Nell'U.S. Open vinse l'edizione del 1961 esibendosi in coppia con Darlene Hard battendo in finale Edda Buding e Yola Ramírez con il punteggio di 6-4, 5-7, 6-0 e perdendo poi contro Billie Jean King e Karen Hantze Susman nel 1964. Vinse anche un'edizione dei torneo di Wimbledon ancora con la connazionale Margaret Smith Court contro Billie Jean King e Karen Hantze Susman, il punteggio finale fu di 7-5, 6-2.
Per quanto riguarda le sue prestazioni nel doppio misto vinse due edizioni a Wimbledon, sempre insieme a Fred Stolle: la prima nel 1961 battendo in finale Edda Buding e Robert Howe per 11-9, 6-2 e nel 1964 avendo la meglio su Margaret Smith e Ken Fletcher vinti per 6-4, 6-4. La stessa coppia vinse anche un'edizione del doppio misto all'Australian Open vincendo Darlene Hard e Roger Taylor per 6-3, 9-7, non riuscì a bissare la vittoria l'anno successivo venendo fermati alla finale da Margaret Smith Court e Ken Fletcher in una sfida molto combattuta (7-5, 5-7, 6-4 il risultato finale). Tuner vincerà nuovamente il doppio misto australiano qualche anno dopo, nel 1967, con un nuovo partner, Owen Davidson.
Sposò Bill Bowrey nel 1968, si trasferì a Sydney. Partecipò anche alla Federation Cup 1964.

## Riconoscimenti
- Sarah Palfrey Danzig Award, 1997
- International Tennis Hall of Fame, 1997.